# Llista de monuments de Viladecans
Llista de monuments de Viladecans inclosos en l'Inventari del Patrimoni Arquitectònic Català per al municipi de Viladecans (Baix Llobregat). Inclou els inscrits en el Registre de Béns Culturals d'Interès Nacional (BCIN) amb la classificació de monuments històrics i els Béns Culturals d'Interès Local (BCIL) de caràcter arquitectònic.
| Monument                                                            | Protecció    | Estil/època                      | Localització                                      | Coordenades                                          | Codi?         | Imatge |
| ------------------------------------------------------------------- | ------------ | -------------------------------- | ------------------------------------------------- | ---------------------------------------------------- | ------------- | --- |
| La Torre-roja, o Quadra Burguesa, Torre Burguesa                    | BCIN 1757-MH | XIII-XIV, XIX                    | Viladecans                                        | 41° 19′ 13″ N, 2° 01′ 20″ E / 41.320289°N,2.022312°E | RI-51-0005766 | La Torre-roja (Viladecans) · Vegeu més fotos d'aquest monument · Carregueu una nova foto d'aquest monument                             |
| Torre del Baró, o Torre del Moro, Torre d'en Viala                  | BCIN 1758-MH | Gòtic XIII, XIX                  | Viladecans Carrer d'Àngel Guimerà, 2              | 41° 18′ 58″ N, 2° 01′ 13″ E / 41.316233°N,2.020401°E | RI-51-0005767 | Torre del Baró (Viladecans) · Vegeu més fotos d'aquest monument · Carregueu una nova foto d'aquest monument                            |
| Ermita de la Mare de Déu de Sales, o Ermita de Santa Maria de Sales |              | Romànic, Gòtic tardà XII, XVI    | Viladecans Al costat del cementiri                | 41° 19′ 26″ N, 2° 01′ 43″ E / 41.323918°N,2.028476°E | IPA-19409     | Ermita de la Mare de Déu de Sales (Viladecans) · Vegeu més fotos d'aquest monument · Carregueu una nova foto d'aquest monument         |
| Can Modolell, o Casa del Comú, Ajuntament de Viladecans             |              | Gòtic, modernisme XVI, XIX       | Viladecans Carrer de Jaume Abril, 2               | 41° 18′ 58″ N, 2° 01′ 12″ E / 41.316075°N,2.019989°E | IPA-19410     | Can Modolell (Viladecans) · Vegeu més fotos d'aquest monument · Carregueu una nova foto d'aquest monument                              |
| Can Sellarès                                                        |              | Obra popular                     | Viladecans Avinguda Gavà, 90                      | 41° 18′ 27″ N, 2° 00′ 28″ E / 41.307375°N,2.007824°E | IPA-19412     | Can Sellarès (Viladecans) · Vegeu més fotos d'aquest monument · Carregueu una nova foto d'aquest monument                              |
| Hospital de Sant Llorenç                                            |              | Monumentalisme academicista XX   | Viladecans Avinguda Gavà, 38                      | 41° 18′ 45″ N, 2° 00′ 51″ E / 41.312575°N,2.014116°E | IPA-19413     | Hospital de Sant Llorenç (Viladecans) · Vegeu més fotos d'aquest monument · Carregueu una nova foto d'aquest monument                  |
| Església parroquial de Sant Joan                                    |              | Monumentalisme academicista XX   | Viladecans Carrer de Sant Joan, 16                | 41° 19′ 02″ N, 2° 01′ 07″ E / 41.317299°N,2.018657°E | IPA-19414     | Església parroquial de Sant Joan (Viladecans) · Vegeu més fotos d'aquest monument · Carregueu una nova foto d'aquest monument          |
| Habitatge a la carretera de Castelldefels, 23                       |              | Eclecticisme XIX Final           | Viladecans Ctra. de Castelldefels, 23             |                                                      | IPA-19415     | Carregueu una nova foto d'aquest monument                                                                                              |
| Cal Raurich                                                         |              | Obra popular XX Inici            | Viladecans C. Sant Joan, 4                        | 41° 19′ 02″ N, 2° 01′ 10″ E / 41.317277°N,2.019451°E | IPA-19416     | Cal Raurich (Viladecans) · Vegeu més fotos d'aquest monument · Carregueu una nova foto d'aquest monument                               |
| Cal Bruguera                                                        |              | Historicisme XIX Final           | Viladecans C. Muntanya, 7-9                       | 41° 19′ 04″ N, 2° 01′ 06″ E / 41.317732°N,2.018362°E | IPA-19417     | Cal Bruguera (Viladecans) · Vegeu més fotos d'aquest monument · Carregueu una nova foto d'aquest monument                              |
| Cambra Agrària Local                                                |              | Historicisme XIX Final, XX Inici | Viladecans C. Jaume Abril, 4                      | 41° 18′ 57″ N, 2° 01′ 11″ E / 41.315935°N,2.019722°E | IPA-19420     | Cambra Agrària Local (Viladecans) · Vegeu més fotos d'aquest monument · Carregueu una nova foto d'aquest monument                      |
| Habitatge al carrer Sant Josep, 37                                  |              | Noucentisme XX Inici             | Viladecans C. Sant Josep, 37 - C. Tomàs Breton, 1 | 41° 18′ 53″ N, 2° 01′ 01″ E / 41.314667°N,2.016926°E | IPA-19421     | Habitatge al carrer Sant Josep, 37 (Viladecans) · Vegeu més fotos d'aquest monument · Carregueu una nova foto d'aquest monument        |
| Habitatge al carrer Sant Josep, 25                                  |              | Noucentisme XX Inici             | Viladecans C. Sant Josep, 25                      | 41° 18′ 52″ N, 2° 01′ 02″ E / 41.314386°N,2.017279°E | IPA-19422     | Habitatge al carrer Sant Josep, 25 (Viladecans) · Vegeu més fotos d'aquest monument · Carregueu una nova foto d'aquest monument        |
| Habitatge al carrer Sant Josep, 39                                  |              | Obra popular XIX Final           | Viladecans C. Sant Josep, 39                      | 41° 18′ 54″ N, 2° 01′ 00″ E / 41.314892°N,2.01678°E  | IPA-19423     | Habitatge al carrer Sant Josep, 39 (Viladecans) · Vegeu més fotos d'aquest monument · Carregueu una nova foto d'aquest monument        |
| Habitatge al carrer Àngel Guimerà, 19-23                            |              | Historicisme XX Inici            | Viladecans C. Àngel Guimerà 19-23                 | 41° 19′ 01″ N, 2° 01′ 09″ E / 41.317068°N,2.019281°E | IPA-19424     | Habitatge al carrer Àngel Guimerà, 19-23 (Viladecans) · Vegeu més fotos d'aquest monument · Carregueu una nova foto d'aquest monument  |
| Casa Joan Anglada (Viladecans)                                      |              | Modernisme XX Inici              | Viladecans Av. Generalitat, 51                    | 41° 18′ 52″ N, 2° 01′ 11″ E / 41.314565°N,2.019736°E | IPA-19425     | Casa Joan Anglada (Viladecans) · Vegeu més fotos d'aquest monument · Carregueu una nova foto d'aquest monument                         |
| Habitatge a l'avinguda Generalitat                                  |              | Noucentisme XX Inici             | Viladecans Av. Generalitat, 44                    | 41° 18′ 56″ N, 2° 01′ 14″ E / 41.315592°N,2.020439°E | IPA-19426     | Habitatge a l'avinguda Generalitat (Viladecans) · Vegeu més fotos d'aquest monument · Carregueu una nova foto d'aquest monument        |
| Habitatge a l'avinguda Generalitat, 27-29                           |              | Noucentisme XX Inici             | Viladecans Av. Generalitat, 27-29                 | 41° 18′ 55″ N, 2° 01′ 13″ E / 41.315171°N,2.020386°E | IPA-19427     | Habitatge a l'avinguda Generalitat, 27-29 (Viladecans) · Vegeu més fotos d'aquest monument · Carregueu una nova foto d'aquest monument |
| Habitatge al carrer Escoda, 17-19                                   |              | Noucentisme XX Inici             | Viladecans C. Enric Morera - Escoda, 17-19        | 41° 18′ 53″ N, 2° 00′ 59″ E / 41.314673°N,2.016301°E | IPA-19428     | Habitatge al carrer Escoda, 17-19 (Viladecans) · Vegeu més fotos d'aquest monument · Carregueu una nova foto d'aquest monument         |
| Penya Blaugrana                                                     |              | Noucentisme XX Inici             | Viladecans C. Major, 45 - Pi i Margall, 3         | 41° 18′ 52″ N, 2° 01′ 05″ E / 41.314421°N,2.018189°E | IPA-19429     | Penya Blaugrana (Viladecans) · Vegeu més fotos d'aquest monument · Carregueu una nova foto d'aquest monument                           |
| Habitatge al carrer Sant Josep, 20                                  |              | Noucentisme XX Inici             | Viladecans C. Sant Josep, 20                      | 41° 18′ 52″ N, 2° 01′ 03″ E / 41.314458°N,2.017448°E | IPA-19430     | Habitatge al carrer Sant Josep, 20 (Viladecans) · Vegeu més fotos d'aquest monument · Carregueu una nova foto d'aquest monument        |
| Habitatge al carrer Sant Josep, 35                                  |              | Noucentisme XX Inici             | Viladecans C. Sant Josep, 35                      | 41° 18′ 53″ N, 2° 01′ 01″ E / 41.314659°N,2.016921°E | IPA-19431     | Habitatge al carrer Sant Josep, 35 (Viladecans) · Vegeu més fotos d'aquest monument · Carregueu una nova foto d'aquest monument        |
| Can Sala, Can Menut                                                 | BCIL 2002    | Obra popular                     | Viladecans Falda muntanya Sant Ramon              | 41° 19′ 41″ N, 2° 00′ 47″ E / 41.327953°N,2.013033°E | IPA-25287     | Can Sala (Viladecans) · Vegeu més fotos d'aquest monument · Carregueu una nova foto d'aquest monument                                  |
| Ca n'Amat                                                           | BCIL 2005    | Obra popular XIX Mitjan          | Viladecans Carrer de les Sitges, 3                | 41° 19′ 01″ N, 2° 01′ 11″ E / 41.316819°N,2.019728°E | IPA-30662     | Ca n'Amat (Viladecans) · Vegeu més fotos d'aquest monument · Carregueu una nova foto d'aquest monument                                 |